# Badis ibne Habus
Badis ibne Habus, cognominado Nácer ("o defensor"; em árabe: الناصر باديس بن حبوس; c. 1002 — m. 1073) foi o terceiro emir (rei) da Taifa de Granada, que reinou de 1038 a 1073. Sucedeu ao seu pai Habus Almuzafar e foi sucedido por Abedalá ibne Bologuine. Badis foi também rei de Málaga entre 1058 e 1073, onde sucede a Maomé III al-Musta`li e é sucedido pelo neto Tamime.

## Biografia
Em 1038, Badis sucede ao seu pai Habus no reino de Granada. Como o seu pai antes dele, continua a reconhecer-se como vassalo dos Hamúdidas que reinaram em Córdova, Málaga e Algeciras e recusa reconhecer os últimos Omíadas de Córdova. Para assegurar a sua posição, tem que eliminar a concorrência do seu primo Idir e do emir de Almeria, que cobiçava o reino.[carece de fontes?]
No decurso do seu reinado de 36 anos, combate continuamente contra os outros príncipes muçulmanos, em particular com o rei abádida de Sevilha Abu Amir Abade Almutadide. Apesar disso, consegue expandir o seu território.
Badis foi o primeiro monarca granadino a fazer de Granada uma autêntica capital. Mandou construir a cidadela e palácios rodeados de fortificações. Conquista Málaga em 1053, não se sabe muito bem se o fez para ele próprio ou para o suserano hamúdida Idris II Alali, que foi destituído em 1047 e retomou o poder em 1054 como co-emir juntamente com o seu primo Idris III Sami Almuafaque. Muhammad III al-Musta`li, filho de Idris II Alali reinará depois em Málaga até 1058. Em 1057, Badis ocupa a cidade de Málaga e incorpora-o no seu reino. A dinastia hamúdida extingue-se então em Málaga e Algeciras.
Em 1065 morre Bologuine, o filho de Badis. Badis nomeia então como sucessor o seu neto, Abedalá, preferindo-o ao outro seu filho Macsane e ao neto mais velho Tamime. Em 1066, Semuel ibn Nagrela, morre o vizir judeu do reino zírida desde 1027. A sua morte provoca grandes agitações no reino, tendo-se verificado um pogrom antijudeu.
Almutadide, o emir hamúdida de Sevilha, tenta apoderar-se Málaga, O seu filho conquista Guadix e outras fortalezas. Badis não perde tempo em recuperar essas perdas. Entretanto o seu filho Macsane tinha-se revoltado e apoderado de Xaém, que também é retomada por Badis, que afasta definitivamente Macsane da sucessão.
Badis morre em 1073. O filho do defunto Bologuine partilham o poder entre Granada e Málaga. Abedalá sucede ao avô em Granada e Tamime fica com Málaga. A linhagem durará até 1090, quando é substituída pelos Almorávidas.